# Abbaye de Graufthal
L'abbaye de Graufthal est un monument historique situé à Eschbourg, dans le département français du Bas-Rhin.

## Localisation
Ce bâtiment est situé au lieu-dit de Graufthal à Eschbourg.

## Historique
La date de fondation du couvent n’est pas connue avec exactitude, mais est mentionné pour la première fois dans les chartes au XIIe siècle, l’établissement étant à cette date consacré à saint Gangolf et suivant la règle bénédictine.
Dans la première moitié du XVIe siècle, les électeurs palatins profitent de leur statut d’avoué de l’abbaye pour s’approprier les terres de celles-ci, qui sont intégrées au comté de La Petite-Pierre. Peu de temps après, en 1551, ils négocient avec le pape Jules II la sécularisation de l’abbaye en échange du versement d’une rente aux cinq moniales restantes. Les bâtiments conventuels semblent être rapidement tombés en ruine après cette date, l’abbé de Moyenmoutier Dom Alliot signalant en 1702 qu’il n’en reste que quelques vestiges.
L'édifice, réduit à des vestiges, fait l'objet d'une inscription au titre des monuments historiques depuis 1984.

## Bâtiments conventuels

### Salle voûtée
De cette grande salle de 20,75 m de long par 10,50 m de large n’est encore visible que la partie supérieure des murs sud et est, la partie inférieure étant enterrée sous une couche de gravats de plusieurs mètres. Cette salle était à l’origine divisée en trois vaisseaux de six travées, probablement couvertes de voûtes d’arêtes hautes d’environ 4 m et retombant sur des files de colonnes de chaque côté de la travée centrale. Les éléments architecturaux étaient ornementés d’une décoration sculptée de qualité : chapiteaux et frises à motifs de feuillages, d’entrelacs et de palmettes ou encore base de colonnes à griffes. Du côté sud, de petites fenêtres en plein-cintre sont percées dans la partie supérieure du mur ; les ouvertures faites dans le mur oriental semblent en revanche plus tardives.
Le style de la majorité de ces sculptures permet de déterminer que la salle a été construite dans la seconde moitié du XIIe siècle. Sa destination d’origine n’est pas établie avec certitude, bien qu’il soit certain que ce n’est pas l’église : il pourrait plutôt s’agir de la salle capitulaire ou du réfectoire. À une date indéterminée, sa fonction a dû être modifiée, des cloisons interstitielles compartimentant l’espace intérieur ayant été élevées. D’après les fouilles réalisées en 1966, la salle semble avoir à un moment donné détruite par un incendie, qui a entraîné l’effondrement des voûtes. Les gravats n’ont pas été déblayés à la suite de ce sinistre, un simple dallage étant posé par-dessus,à hauteur des chapiteaux des colonnes.